# گدنی، لینکلن‌شر
گدنی (به انگلیسی: Gedney) یک روستا و محله مدنی در بریتانیا است که در South Holland واقع شده‌است. گدنی ۲٬۳۵۱ نفر جمعیت دارد.